# Siegfried Bosch
Siegfried Bosch (Wuppertal, 29 de setembro de 1944) é um matemático alemão, que trabalha com teoria dos números.
Bosch obteve um doutorado em 1967 na Universidade de Göttingen, orientado por Reinhold Remmert e Hans Grauert, com a tese Endliche analytische Homomorphismen. Obteve a habilitação em 1972. É desde 1974 professor na Universidade de Münster.
É coautor de uma monografia sobre análise p-ádica e modelos de Néron, e autor de diversos livros-texto sobre álgebra.

## Obras
- Lectures on Formal and Rigid Geometry, Lecture Notes in Mathematics, vol. 2105, Springer Verlag, 2014.
- Algebraic Geometry and Commutative Algebra, 1.ª Edição, Springer Verlag, 2012.
- Algebra, 8.ª Edição, Springer Verlag, 2013.
- Lineare Algebra, 5.ª Edição, Springer Verlag, 2014.
- Editor com Francesco Baldassarri, Bernard Dwork: p-adic Analysis (Trento 1989), Lecture Notes in Mathematics, vol. 1454, Springer Verlag, 1990.
- com Werner Lütkebohmert, Michel Raynaud: Néron Models, Ergebnisse der Mathematik und ihrer Grenzgebiete, Springer Verlag, 1990.
- com Ulrich Güntzer, Reinhold Remmert: Non-Archimedean analysis: a systematic approach to rigid analytic geometry, Grundlehren der mathematischen Wissenschaften, Springer Verlag, 1984.